# Маримон, Онофре
Оно́фре Маримо́н (исп. Onofre Marimón; 19 декабря 1923, Сарате, провинция Буэнос-Айрес, Аргентина — 31 июля 1954, Нюрбургринг, Германия) — аргентинский автогонщик, пилот Формулы-1.

## Карьера
Онофре Маримон был протеже Хуана Мануэля Фанхио, который был частым соперником отца Маримона — Доминго — в южноамериканских автогонках. В 1950 состоялся первый успех Онофре: гонщик выиграл Mar del Plata. После этого Маримон отправился на гонки в Европу. В 1951 году он дебютировал в Ле-Мане и Формуле-1.
Первый полный сезон Формулы-1 Онофре Маримон провёл в 1953 году. Тогда Маримон занял 11 место в чемпионате, в Бельгии он пришёл третьим. Кроме того, Онофре стал вторым во внезачётном Гран-при Модены.
В 1954 продолжились выступления в Формуле-1. В Гран-при Великобритании Маримон стал 3-м и разделил быстрый круг с шестью другими гонщиками, но уже в квалификации следующего, немецкого, этапа, разбился насмерть.

## Таблица результатов в Формуле-1
| Легенда к таблице |                                                                    |
| --- | ------------------------------------------------------------------ |
| В таблице перечислены результаты всех Гран-при Формулы-1, в которых принимал участие гонщик. Строками таблицы являются сезоны, столбцами — этапы чемпионата мира. В каждой клетке указаны сокращённое название этапа и результат, дополнительно обозначенный цветом. Расшифровка обозначений и цветов представлена в нижеследующей таблице. |                                                                    |
| \| Пример \| Описание \| \| ------------ \| ------------------------------------------------------------------ \| \| 1 \| Победитель \| \| 2 \| Второе место \| \| 3 \| Третье место \| \| 5 \| Финишировал, заработав очки \| \| Сход \| Не финишировал, но при этом заработал очки \| \| 12 \| Финишировал, не получив очков \| \| НКЛ \| Финишировал, но не попал в финальную классификацию \| \| 15 \| Участвовал вне зачёта, либо по отдельной классификации \| \| 18 \| Не финишировал, но попал в финальную классификацию \| \| Сход \| Не финишировал \| \| НКВ \| Не прошёл квалификацию \| \| НПКВ \| Не прошёл предквалификацию \| \| ДСК \| Дисквалифицирован \| \| ИСК \| Исключён из протокола соревнований \| \| ТТ \| Заявлен для участия только в тренировках \| \| НС \| Участвовал в квалификации, но не стартовал в гонке \| \| Т \| Травмирован или болен \| \| ОТК \| Отказ от участия \| \| НТР \| Прибыл на соревнования, но на трассу не выезжал \| \| НПР \| Был заявлен в числе участников, но не прибыл к началу соревнований \| \| О \| Соревнования отменены \| \| \| Не участвовал \| \| Поул-позиция \| \| \| Быстрый круг \| \| |                                                                    |
| Пример | Описание                                                           |
| 1 | Победитель                                                         |
| 2 | Второе место                                                       |
| 3 | Третье место                                                       |
| 5 | Финишировал, заработав очки                                        |
| Сход | Не финишировал, но при этом заработал очки                         |
| 12 | Финишировал, не получив очков                                      |
| НКЛ | Финишировал, но не попал в финальную классификацию                 |
| 15 | Участвовал вне зачёта, либо по отдельной классификации             |
| 18 | Не финишировал, но попал в финальную классификацию                 |
| Сход | Не финишировал                                                     |
| НКВ | Не прошёл квалификацию                                             |
| НПКВ | Не прошёл предквалификацию                                         |
| ДСК | Дисквалифицирован                                                  |
| ИСК | Исключён из протокола соревнований                                 |
| ТТ | Заявлен для участия только в тренировках                           |
| НС | Участвовал в квалификации, но не стартовал в гонке                 |
| Т | Травмирован или болен                                              |
| ОТК | Отказ от участия                                                   |
| НТР | Прибыл на соревнования, но на трассу не выезжал                    |
| НПР | Был заявлен в числе участников, но не прибыл к началу соревнований |
| О | Соревнования отменены                                              |
| | Не участвовал                                                      |
| Поул-позиция |                                                                    |
| Быстрый круг |                                                                    |

| Сезон | Команда                   | Шасси                   | Двигатель                    | Ш | 1        | 2   | 3        | 4        | 5     | 6        | 7        | 8        | 9        | Место | Очки |
| ----- | ------------------------- | ----------------------- | ---------------------------- | - | -------- | --- | -------- | -------- | ----- | -------- | -------- | -------- | -------- | ----- | ---- |
| 1951  | Scuderia Milano           | Maserati Milano 4CLT/50 | Maserati Milano 4CLT 1,5 L4S | P | ШВА      | 500 | БЕЛ      | ФРА Сход | ВЕЛ   | ГЕР      | ИТА      | ИСП      |          | —     | 0    |
| 1953  | Officine Alfieri Maserati | Maserati A6GCM          | Maserati A6 2,0 L6           | P | АРГ      | 500 | НИД      | БЕЛ 3    | ФРА 9 | ВЕЛ Сход | ГЕР Сход | ШВА Сход | ИТА Сход | 11    | 4    |
| 1954  | Officine Alfieri Maserati | Maserati 250F           | Maserati 250F 2,5 L6         | P | АРГ Сход | 500 | БЕЛ Сход | ФРА Сход | ВЕЛ 3 | ГЕР НС   | ШВА      | ИТА      | ИСП      | 13    | 41⁄7 |